# Felsritzungen von Baltynanima
Die Felsritzungen von Baltynanima befinden sich in einem Felsblock (englisch boulder), der im Vorgarten eines Bungalows südlich von Roundwood im County Wicklow in Irland liegt.
Der Boulder befand sich ursprünglich im namensgebenden, benachbarten Townland (irisch Bailte an Anama) nördlich des Avonmore River (irisch An Abhainn Mhor), der südwestlich von Roundwood oder Togher (irisch An Tochar) fließt. Der Boulder ist 1,2 m lang und 0,6 m breit und etwa 0,4 m dick. Er hat etwas außerhalb der Mitte drei Cup-and-Ring-Markierungen, (zwei benachbart als eine Acht). Nördlich davon liegen sieben Schälchen (englisch cups). Unterhalb der Mitte, entlang der Kante des Steins liegen fünf weitere Schälchen in einer Linie. Alle haben 10,0 bis 11,3 cm Durchmesser und sind mit bis zu 7,6 cm ungewöhnlich tief eingepickt.
Zwei ähnliche Steine sollen in benachbarten Feldern gefunden worden sein.